# Мамедова, Айнур Тофик кызы
Айнур Тофик кызы Мамедова (азерб. Aynur Tofiq qızı Məmmədova; род. 21 февраля 1979, Тезе Шильян, Уджарский район) — азербайджанская паратхэквондистка, выступающая в категории инвалидности K44 и весовой категории свыше 58 кг, мастер спорта, двукратная чемпионка мира (2012 и 2015) и четырёхратная чемпионка Европы (2011, 2016, 2018 и 2019), серебряная призёрка чемпионата мира 2014 года, бронзовая призёрка чемпионата мира 2010 года и чемпионата Европы 2016 года. Представляла Азербайджан на летних Паралимпийских играх 2020 в Токио, однако из-за положительного теста на COVID-19 не была допущена к соревнованиям.

## Биография
Айнур Тофик кызы Мамедова родилась 21 февраля 1979 года в селе Тезе Шильян Уджарского района Азербайджанской ССР. У неё врождённая инвалидность: Мамедова родилась без правой руки. В 1986 году Мамедова пошла в сельскую школу, которую окончила в 1996 году, после чего переехала в Баку с целью поступить в Азербайджанский государственный экономический университет. Но в этом году ей не удалось поступить.
В 1997 году Мамедова снова сдала экзамены, но снова не прошла. После чего она подала свои документы в колледж и поступила в Финансово-экономический колледж, который окончила в 2001 году. Позднее Мамедова окончила Азербайджанскую государственную академию физкультуры и спорта. Также является сотрудницей Министерства по чрезвычайным ситуациям Азербайджана.
Живя в Баку, Айнур Мамедова в 1998 году начала заниматься спортивной стрельбой и работать в Обществе женщин-инвалидов. Но так как у Мамедовой не было правой руки, она не могла участвовать в международных турнирах. Однажды Мамедовой предложили заниматься паратхэквондо. С 2010 года она приступила к физическим тренировкам и начала участвовать в учебно-тренировочных сборах.
Первый сбор, в котором Мамедова приняла участие, состоялся в Гусарском районе. Уже в мае 2010 года Мамедова выступила на чемпионате мира в Санкт-Петербурге, где завоевала бронзовую медаль. В 2011 году выиграла чемпионат Европы в Москве.
В 2012 году Айнур Мамедова стала победительницей чемпионата мира в Санта-Крусе (Аруба). В 2013 году заняла 5-е место на чемпионате мира в швейцарской Лозанне. В 2014 же году выиграла серебро на чемпионате мира в Москве. На этом турнире Мамедова встретилась в финале с тхэквондисткой из Дании. Ведя в счёте, Мамедова допустила в конце поединка ошибку, которая и привела к поражению.
В 2013 году стала бронзовой призёркой чемпионата Европы, а в 2014 году в Анталье стала победительницей первенства континента.
В 2015 году на чемпионате мира в турецком Самсуне Айнур Мамедова стала двукратной чемпионкой мира. В ноябре этого же года Айнур Мамедовой было присуждено звание «Мастера спорта». В следующем году взяла бронзу на чемпионате Европы в Варшаве. В 2018 году стала чемпионкой европы в болгарском Пловдиве.
В 2019 году заняла первое место на чемпионате Европы в итальянском городе Бари, став двукратной чемпионкой континента. На этом турнире Мамедова сломала ногу, но сумела выиграть турнир. В этом же году заняла 5-е место на чемпионате мира в турецкой Анталье, а также выиграла серебро на открытом чемпионате Африки в Египте.
6 марта 2019 года за плодотворную деятельность в общественной жизни Азербайджанской Республики и по случаю Международного женского дня 8 марта Айнур Тофик кызы Мамедова распоряжением президента Азербайджанской Республики Ильхама Алиева была награждена медалью «Прогресс».
В мае 2021 года Айнур Мамедова выиграла золотую медаль в финале европейского отборочного турнира в Софии и завоевала лицензию на XVI летние Паралимпийские игры в Токио.
На Паралимпийских играх в Токио Айнур Мамедова должна была провести свой первый поединок с Юлией Липецкой из Украины. Однако, результаты обоих ПЦР-тестов Мамедовой на COVID-19, которые она сдала ещё в Азербайджане, оказались положительными и Мамедова не была допущена к участию на соревнованиях.

## Личная жизнь
В 2005 году Айнур Мамедова вышла замуж. У супружеской пары есть сын.